# برنارد اسمیت (بازیکن فوتبال)
برنارد اسمیت (انگلیسی: Bernard Smith؛ زادهٔ ۱۹۰۸) بازیکن فوتبال اهل بریتانیا است.
از باشگاه‌هایی که در آن بازی کرده‌است می‌توان به باشگاه فوتبال کاونتری سیتی و باشگاه فوتبال بیرمنگام سیتی اشاره کرد.